# Museo de historia natural de Funchal
El museo de Historia Natural de Funchal es el museo más antiguo del archipiélago de la Madeira. Se localiza en el Palacio de São Pedro, una de las obras más significativas de la arquitectura civil portuguesa, de finales del siglo XVII, en la Calle de la Mouraria, en Funchal. Ya existía como Museo Regional de la Madeira desde 1929, pero fue inaugurado con la designación de Museo Municipal de Funchal (más recientemente Museo Municipal de Funchal (Historia Natural)) oficialmente en 5 de octubre de 1933.